# 奥马尔·麦克劳德

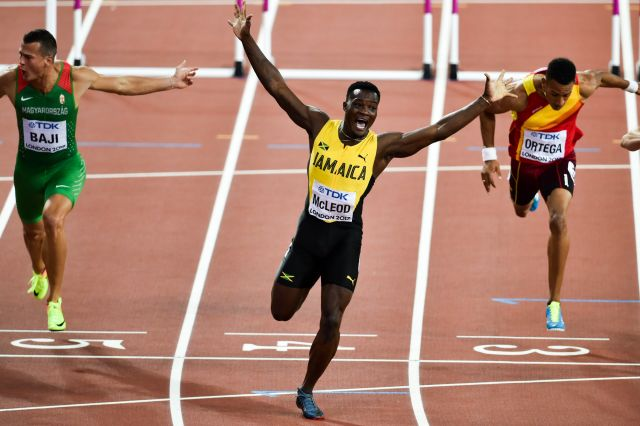
2017年世界田徑錦標賽110公尺跨欄決賽

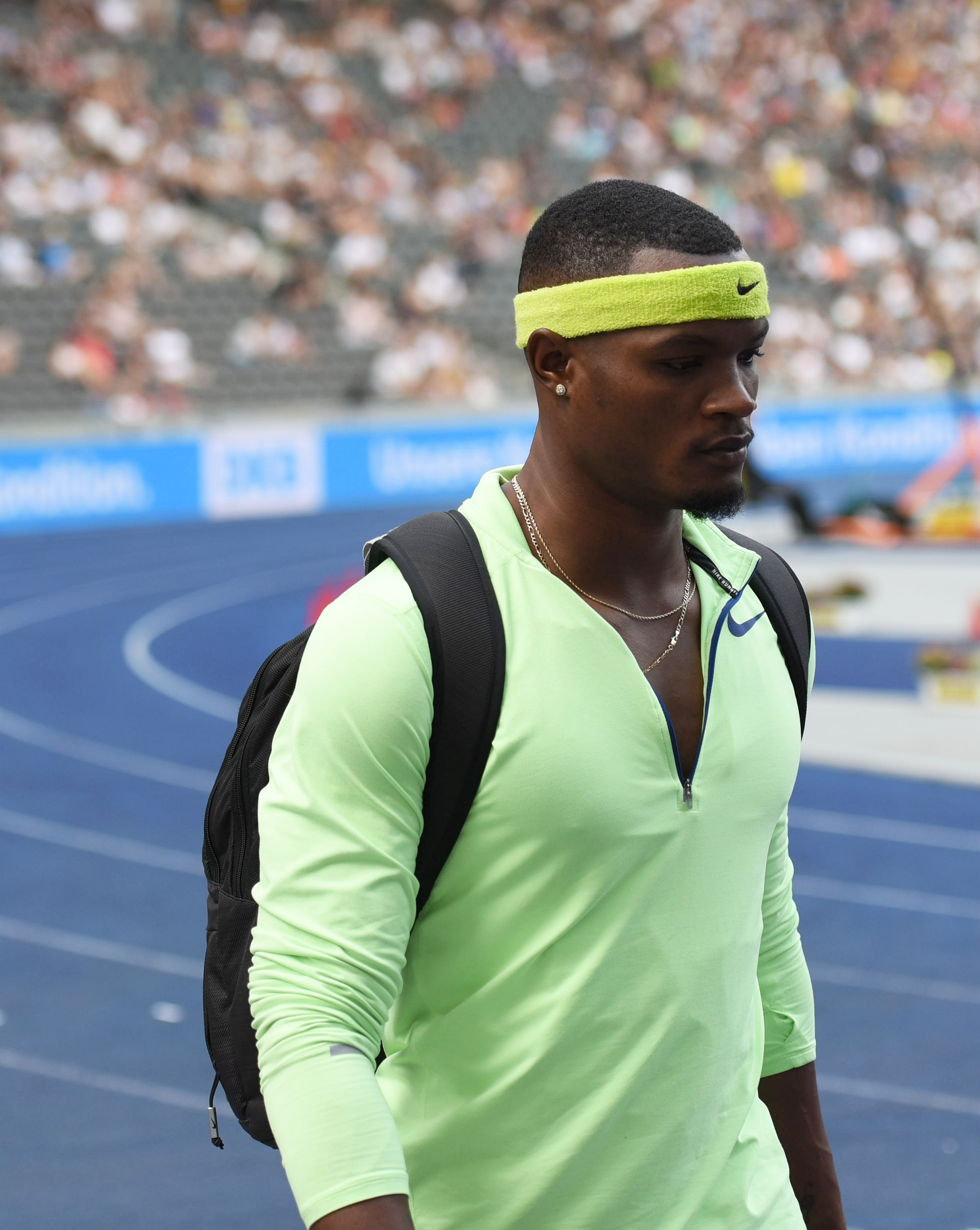
2019年柏林國際體育場節110公尺跨欄

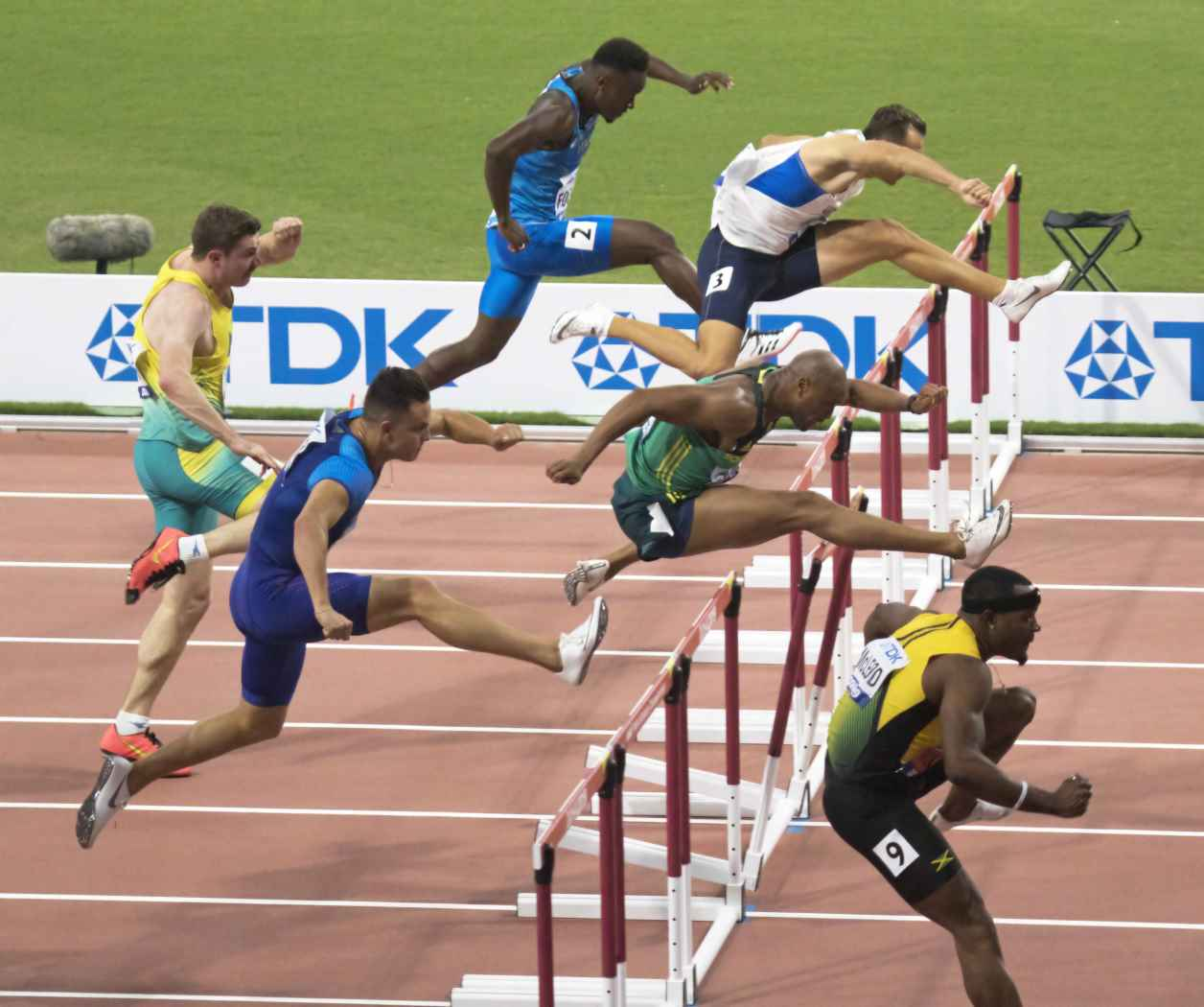
2019年世界田徑錦標賽110公尺跨欄預賽第1組

奥马尔·麦克劳德（英語：Omar McLeod，1994年4月25日—），牙买加男子跨栏运动员，以13.05秒赢得2016年里约奥运会男子110米栏金牌。

## 外部連結
- 奥马尔·麦克劳德在国际奥林匹克委员会的资料
- 奥马尔·麦克劳德在的頁面
- 奥马尔·麦克劳德的X（前Twitter）
- 奥马尔·麦克劳德的Instagram帳戶
- Omar Mcleod University of Arkansas profile （页面存档备份，存于）
- Omar Mcleod Athletics profile （页面存档备份，存于）